# Hampton Gulls
Die Hampton Gulls waren ein US-amerikanisches Eishockeyfranchise der American Hockey League aus Hampton, Virginia. Die Spielstätte der Gulls war das Hampton Coliseum.

## Geschichte
Die Hampton Gulls wurden 1974 als Franchise der Southern Hockey League gegründet. Dort fungierten sie als Farmteam der Cincinnati Stingers aus der World Hockey Association. Nachdem die SHL 1977 aufgelöst wurde, erhielten die Hampton Gulls die Möglichkeit als Expansions-Team in die American Hockey League zu wechseln. Noch während der Saison 1977/78 musste das Team allerdings aufgrund finanzieller Schwierigkeiten in der höheren Liga den Spielbetrieb einstellen und das Franchise wurde aufgelöst.
Zuvor spielten in der Region bereits die Virginia Wings aus der AHL (1972–1975). Die Lücke, die die Auflösung der Hampton Gulls in der Region hinterließ, wurde von den Hampton Road Gulls aus der Atlantic Coast Hockey League (1982–1983), den Hampton Roads Admirals aus der East Coast Hockey League (1989–2000) und schließlich den Norfolk Admirals aus der American Hockey League (seit 2000) gefüllt.

## Saisonstatistik (AHL)
Abkürzungen: GP = Spiele, W = Siege, L = Niederlagen, T = Unentschieden, OTL = Niederlagen nach Overtime SOL = Niederlagen nach Shootout, Pts = Punkte, GF = Erzielte Tore, GA = Gegentore, PIM = Strafminuten
| Saison  | GP | W  | L  | T | OTL | SOL | Pts | GF  | GA  | Platz     | Playoffs           |
| 1977/78 | 46 | 15 | 28 | 3 | —   | —   | 33  | 142 | 171 | 5., South | nicht qualifiziert |

## Team-Rekorde

### Karriererekorde
Spiele: 46  Pat Russell,  Francois Ouimet,  Pat Donnelly
Tore: 20  Danny Arndt
Assists: 27  Paul O’Neil
Punkte: 44  Paul O’Neil
Strafminuten: 87  Floyd Lahache